# Lipophrys pholis
Lipophrys pholis (Linnaeus, 1758), noto in italiano come bavosa rospo, è un pesce osseo marino della famiglia Blenniidae.

## Distribuzione e habitat
L'areale di questa specie è limitato all'Oceano Atlantico nordorientale tra la Norvegia del sud e lo stretto di Gibilterra nonché alle coste dell'isola di Madera. È molto comune lungo le coste atlantiche europee. Le segnalazioni per il mar Mediterraneo sono limitate a una per la Spagna meridionale a Torremolinos, altre segnalazioni per questo mare sono dovute ad altre specie di Blenniidae.
È un tipico abitante della zona intertidale, ovvero della zona di marea. Frequenta soprattutto fondali rocciosi, si trova su fondi mobili sono se coperti da densa vegetazione acquatica. Durante la bassa marea si trova nelle pozze di marea o tra le alghe umide.

## Descrizione
L'aspetto generale è simile a quello dei comuni Blenniidae mediterranei: corpo allungato, pinna dorsale e anale lunghe e basse e fronte piatta e obliqua (ma non verticale), con occhi sporgenti. In questa specie non sono presenti tentacoli sopra gli occhi, ci sono però delle brevi appendici attorno alle narici. La distanza tra l'occhio e la punta della mascella superiore è uguale a quella tra l'occhio e l'origine della dorsale. La bocca, relativamente ampia, è armata di denti appuntiti, di cui due per mascella caniniformi e più grandi degli altri. La pinna dorsale ha una modesta incisura mediana.
La livrea è variabilissima. Il colore di fondo può essere grigio, brunastro o verdastro più o meno scuro, con macchiette e marmorizzature scure su tutto il corpo. Di solito sono presenti fasce scure verticali. Sulla testa, dietro l'occhio, c'è una macchia scura che può avere il centro chiaro. La parte posteriore della mascella è sempre chiara. Il maschio durante la stagione degli amori è uniformemente scuro con solo la mascella chiara.
Misura eccezionalmente fino a 16 cm.

## Biologia
Vive fino a 10 anni. È un animale territoriale. È diurno, attivo soprattutto durante la bassa marea. Se rimane fuor d'acqua è in grado di respirare aria atmosferica.

### Alimentazione
La sua alimentazione è onnivora, si nutre di crostacei, balani, vermi, molluschi e alghe.

### Riproduzione
Avviene in primavera ed estate. Le uova vengono deposte in fondo alle cavità delle rocce. Il maschio vigila e ossigena la covata.

## Pesca
Come la generalità dei Blenniidae non ha nessuna importanza alimentare o commerciale.

## Acquariofilia
È talvolta ospite degli acquari pubblici.